# Carlos Almada
Carlos Gabriel Almada (Argentina, 17 de enero de 1999) es un futbolista argentino que juega de delantero.

## Trayectoria

### Inicios
Realizó las inferiores en Boca Juniors y Estudiantes, este último donde estuvo en el equipo B.

### Liga de Portoviejo
En 2020 Liga de Portoviejo hace oficial su fichaje. Jugó su primer encuentro el 18 de agosto por la fecha 6 del Campeonato Ecuatoriano ante Orense, en el empate de 2X2 en condición de visitante. Mientras tanto que en la misma categoría anotó su primer gol el 5 de septiembre, ante Liga de Quito por la fecha 11, en el empate de la capira 1X1 en condición de local.

## Clubes
| Club               | País      | Año       |
| ------------------ | --------- | --------- |
| Liga de Portoviejo | Ecuador   | 2020      |
| Real Pilar         | Argentina | 2021-2022 |